# ФК Хајдук Стапар сезона 1955/56.
ФК Хајдук Стапар сезона 1955/56. обухвата све резултате и остале информације везане за наступ стапарског фудбалског клуба у сезони 1955/56. 
Клуб је у овој сезони наступао под именом Младост.
На крају сезоне, клуб је завршио на претпоследњем, 13. месту, и стога је испао у нижи ранг такмичења

## Резултати

### Табела
| Место | Клуб                  | мечева | победа | нерешених | пораза | гол разлика | бодова |
| ----- | --------------------- | ------ | ------ | --------- | ------ | ----------- | ------ |
| 1     | ФК Радник Врбас       | 24     | 9      | 4         | 11     | +16         | 22     |
| 2     | ФК Ударник Криваја    | 24     | 9      | 4         | 11     | -12         | 18     |
| 12    | ФК Русин Руски Крстур | 24     | 9      | 0         | 15     | -33         | 18     |
| 13    | ФК Младост Стапар     | 25     | 7      | 2         | 16     | -36         | 16     |
| 14    | ФК Братство Ада       | 25     | 6      | 14        | 15     | -40         | 16     |

| Датум               | Место                     | Противник                        | Резултат | Такмичење                     |  |
| ?                   | Бездан, Југославија       | ФК Спорт Бездан                  | 10:1     | Суботичко-сомборска лига      |  |
| ?                   | Стапар, Југославија       | ФК Братство Ада                  | 3:3      | Суботичко-сомборска лига      |  |
| ?                   | Суботица, Југославија     | ФК Звезда Суботица               | 12:2     | Суботичко-сомборска лига      |  |
| 25. септембар 1955. | Стапар, Југославија       | ФК Јединство Суботица            | 1:2      | Суботичко-сомборска лига      |  |
| 2. октобар 1955.    | Топола, Југославија       | ФК Топола                        | 6:2      | Суботичко-сомборска лига      |  |
| 9. октобар 1955.    | Стапар, Југославија       | ФК ЖАК Сомбор                    | 3:1      | Суботичко-сомборска лига      |  |
| 16. октобар 1955.   | Стапар, Југославија       | ФК Ударник Криваја               | 5:4      | Суботичко-сомборска лига      |  |
| 23. октобар 1955.   | Руски Крстур, Југославија | ФК Русин Руски Крстур            | 3:1      | Суботичко-сомборска лига      |  |
| 30. октобар 1955.   | Стапар, Југославија       | ФК Сента                         | 3:2      | Суботичко-сомборска лига      |  |
| 6. новембар 1955.   | Врбас, Југославија        | ФК Радник Врбас                  | 4:1      | Суботичко-сомборска лига      |  |
| 13. новембар 1955.  | Стапар, Југославија       | ФК Хајдук Кула                   | 0:4      | Суботичко-сомборска лига      |  |
| 20. новембар 1955.  | Суботица, Југославија     | ФК Електронска Централа Суботица | 4:1      | Суботичко-сомборска лига      |  |
| 15. април 1956.     | Стапар, Југославија       | ФК Спорт Бездан                  | 2:0      | Суботичко-сомборска лига      |  |
| 22. април 1956.     | Ада, Југославија          | ФК Братство Ада                  | 7:3      | Суботичко-сомборска лига      |  |
| 29. април 1956.     | Стапар, Југославија       | ФК Звезда Суботица               | 2:3      | Суботичко-сомборска лига      |  |
| 6. мај 1956.        | Суботица, Југославија     | ФК Јединство Суботица            | 5:2      | Суботичко-сомборска лига      |  |
| ?                   | Стапар, Југославија       | ФК Топола                        | 4:3      | Суботичко-сомборска лига      |  |
| 13. мај 1956.       | Сомбор, Југославија       | ФК ЖАК Сомбор                    | 1:1      | Суботичко-сомборска лига      |  |
| 20. мај 1956.       | Криваја, Југославија      | ФК Ударник Криваја               | 9:0      | Суботичко-сомборска лига      |  |
| 3. јуни 1956.       | Стапар, Југославија       | ФК Русин Руски Крстур            | 3:2      | Суботичко-сомборска лига      |  |
| 10. јуни 1956.      | Сента, Југославија        | ФК Сента                         | 9:1      | Суботичко-сомборска лига      |  |
| 17. јуни 1956.      | Стапар, Југославија       | ФК Радник Врбас                  | 3:2      | Суботичко-сомборска лига      |  |
| 1. јули 1956.       | Стапар, Југославија       | ФК Електронска Централа          | 0:9      | Суботичко-сомборска лига      |  |
| ?                   | Оџаци, Југославија        | ФК Јединство Оџаци               | 1:3      | Полуфинале Купа Града Сомбора |  |
| 8. јули 1956.       | Врбас, Југославија        | ФК Радник Врбас                  | 5:1      | Финале Купа Града Сомбора     |  |